# (5128) Wakabayashi
(5128) Wakabayashi (1989 FJ) – planetoida z grupy pasa głównego asteroid okrążająca Słońce w ciągu 4,61 lat w średniej odległości 2,77 j.a. Odkryta 30 marca 1989 roku.